# Tałuch
Tałuch (ros. Талух) – wieś w Rosji, w Dagestanie, w rejonie czarodyńskim. W 2010 liczyła 93 mieszkańców, głównie Awarów.